# Podbělka
Podbělka (německy Lattichberg) je hora v Podbělském hřbetu pohoří Králický Sněžník. Nadmořská výška je 1308 m. Vrchol je v současnosti na hranici Pardubického kraje a Olomouckého kraje. Od severněji položeného vrcholu Sušina je vrchol oddělen hřbítkem se třemi mělkými sedly. Západní svahy hory jsou velmi strmé. Místy zde uvidíme imisní holiny i kamenná moře. V dolních částech západních svahů jsou vložky mramorů a nachází se zde Patzeltova jeskyně. Směrem k jihu pokračuje hřeben k vrcholům Slamník a Chlum. Východní svahy jsou mírnější.

## Hydrologie
Ze západních svahů hory odtéká voda do přítoků Moravy, např. Kamenitý potok, Poniklec a další bezejmenné, z východních svahů odtéká hlavně do potoků Malá Morava a Prudký potok. Prudký potok je přítokem Krupé, která se dále vlévá do Morava; Malá Morava je také levostranný přítok Moravy.

## Vegetace
Vrcholové partie hory (asi nad 1100 m) jsou porostlé převážně horskými třtinovými smrčinami. Na vrcholu už je les dosti zakrslý, protože se blíží k horní hranici lesa, kterou však hora nepřesahuje. V okolí vrcholu hory jsou i nelesní vrchoviště a kolem nich rašelinné smrčiny. V nižších polohách jsou potenciální přirozenou vegetací horské acidofilní bučiny, jednalo by se o smíšené lesy s dominancí buku lesního, smrku ztepilého a jedle bělokoré. Na mramorech to jsou potom květnaté bučiny. V současnosti jsou ale často přeměněny na kulturní smrčiny. Na svazích hory jsou místy imisní holiny.

## Stavby
Přímo na vrcholu se nachází již jen základ vrcholového lanovkového stožáru z roku 1937, kdy sem byla pardubickým 1. železničním plukem kvůli dodávkám materiálu pro výstavbu opevnění vybudována nákladní lanovka ze Skleného. Základ je zarostlý trávou a těžko se hledá. Kousek jihovýchodně od vrcholu je chata Babuše, další podobná lovecká chata se nachází západně od vrcholu.

## Ochrana přírody
Oblast vrcholu hory je součástí NPR Králický Sněžník a EVL Králický Sněžník, ale leží už mimo Ptačí oblast Králický Sněžník.